# الحجفة (تعز)
الحجفه هي إحدى قرى الجمهورية اليمنية. وهي تتبع جغرافيًا لمحافظة تعز. وإداريًا لمديرية المسراخ. يبلغ تعداد سكانها 2414 نسمة حسب الإحصاء الذي جرى عام 2004.